# Джо Суейл
Джо Суейл (на англ.: Joe Swail) е северно ирландски професионален играч на снукър, роден на 29 август 1969 година в Белфаст, Северна Ирландия. Достига до 9 полуфинални срещи в големи турнири, включително и два полуфинала на световното първенство през 2000 и 2001 г. Джо достига и няколко пъти четвъртфиналите на Мастърс.

## Кариера
Джо Суейл има интересна ранкинг история. Два сезона се задържа в топ 32 на ранглистата и един сезон в топ 16 преди отново да изпадне в топ 32, след като печели само две срещи през (1997/1998).
Неговата най-успешна година е 2000 г., когато в Мастърса постига нещо, което до този момент само Рекс Уилямс е правил, а именно, да се завърне в Топ 16 в ранглиста, след отпадането от топ 32. Той се изкачва до 10-а позиция през сезон (2001/2002), като това е най-доброто му класиране. Последва срив и постепенно западане до 16-27-30-40 позиции през следващите няколко години. Като най-слабия сезон може да се отчете (2004/2005). Джо Суейл се съвзема малко и през (2005/2006) се завръща отново в топ 32 на ранглистата.
Джо Суейл е бивш шампион на Англия по снукър за аматьори и на шампионата на Северна Ирландия за аматьори.
През 2008/2009 Джо Суейл достига до първия си финал в кариерата след 18-годишно чакане! Той играе силна първа част в битката за Първенството на Уелс, но след посредствена втора част губи мача от Алистър Картър с 9 - 5 фрейма.
Джо Суейл е известен като един от най-милите играчи сред колегите си, но също така и с много крайните си изказвания понякога. Има интересна стойка, която го прави уникален, но му помага да вкарва трудни и на пръв поглед невъзможни топки.

## Личен живот
Джо Суейл по рождение е частично глух, а брат му Лиъм е напълно глух. Тази частична глухота той дава като свой плюс, защото не се разсейва от шумовете, които идват от публиката. Това му дава пълна концентрация преди изиграването на всеки свой удар. Често крясъците от публиката като реакция на даден удар от играч често разсейват състезателите. За Джо Суейл това определено не е проблем.
Джо е известен с факта, че е голям фен на футболния клуб Ливърпул.

## Сезон 2009/10
| Турнир                    | Резутат | Спечелени пари | Ранкинг точки | Най-голям брейк | 100+ брейк | 50+ брейк | Брой спечелени срещи |
| ------------------------- | ------- | -------------- | ------------- | --------------- | ---------- | --------- | -------------------- |
| Шанхай мастърс 2009       |         | £              |               |                 |            |           |                      |
| Гран При 2009             |         | £              |               |                 |            |           |                      |
| Британско първенство 2009 |         | £              |               |                 |            |           |                      |
| Мастърс 2010              |         | £              |               |                 |            |           |                      |
| Първенство на Уелс 2010   |         | £              |               |                 |            |           |                      |
| Първенство на Китай 2010  |         | £              |               |                 |            |           |                      |
| Световно първенство 2010  |         | £              |               |                 |            |           |                      |
| Общо                      |         | £              |               |                 |            |           |                      |